# 소토 아얌

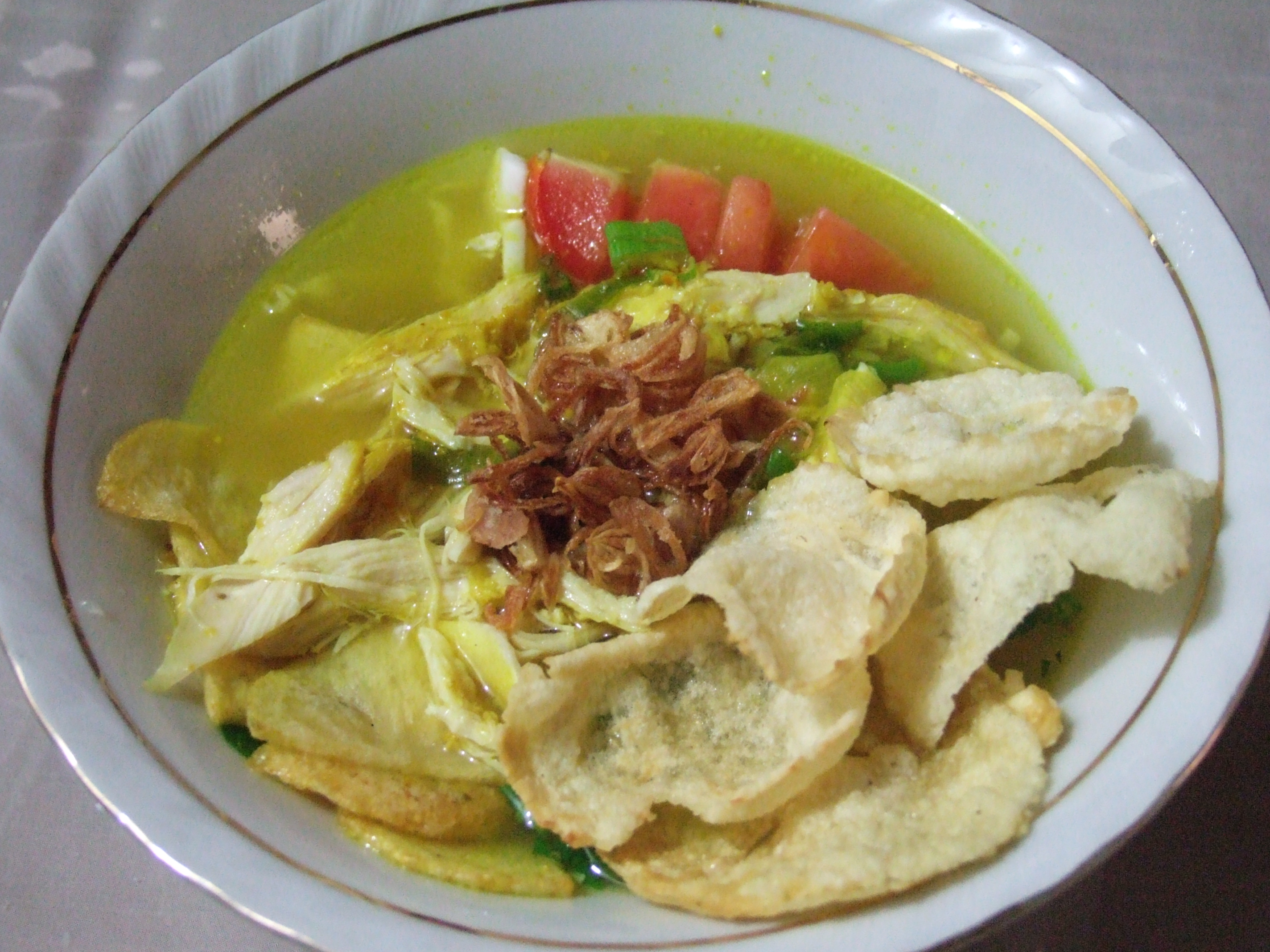

소토 아얌(인도네시아어: soto ayam)은 닭고기, 론통, 국수, 쌀국수 등의 재료를 사용하는 인도네시아 전통 요리이다. 소토 아얌은 싱가포르, 말레이시아, 수리남에서 인기가 있다. 강황은 노란색 닭고기 국물을 만드는 주요 성분 중 하나로 첨가된다. 이는 인도네시아 요리에서 흔히 볼 수 있는 전통 수프인 소토의 가장 인기 있는 변형 중 하나이다. 닭고기와 당면 외에 완숙 계란, 튀긴 감자 조각, 중국 셀러리 잎을 곁들여 먹을 수도 있다. 튀긴 샬롯은 일반적으로 고명으로 추가된다. 코코넛 밀크(산탄)도 추가 성분으로 사용된다. 튀긴 마늘을 곁들인 새우 크래커 가루인 코야(삼발)가 일반적인 토핑이다. 크루푹 또는 엠핑(emping)도 일반적인 토핑이다. 라라판은 보통 반찬으로 제공된다.

## 같이 보기
- 소토
- 론통
- 크투팟
- 국물국수